# Microsema maldama
Microsema maldama är en fjärilsart som beskrevs av William Schaus 1901. Microsema maldama ingår i släktet Microsema och familjen mätare. Inga underarter finns listade i Catalogue of Life.